# Ailuridae
Ailuridés
Famille
Synonymes
- Ailuridae Flower, 1869[2]
- Ailuridae Gray, 1869[2]
- Ailurina Gray, 1843[2]
- Ailurinae Trouessart, 1885[2]

Les Ailuridés (Ailuridae) forment une famille de mammifères de l'ordre des Carnivores (Carnivora), ne comptant que des espèces éteintes, à l'exception des Pandas roux (Ailurus ). Cette famille a été proposée afin de résoudre les problèmes de classification de cet animal unique en son genre.

## Taxonomie
Georges Cuvier a décrit pour la première fois Ailurus comme un membre de la famille des ratons laveurs en 1825 ; cette classification a été controversée depuis. Il a été classé dans la famille des ratons laveurs en raison des similitudes morphologiques de la tête, de la queue annelée colorée et d'autres caractéristiques morphologiques et écologiques. Un peu plus tard, il a été attribué à la famille des ours[réf. souhaitée].
Des études phylogénétiques moléculaires montrent qu'en tant qu'espèce ancienne de l'ordre des Carnivores, le Panda roux est relativement proche du Raton laveur américain et peut être soit une famille monotypique, soit une sous-famille des Procyonidés,,. Selon une étude approfondie de l'ADN mitochondrial : « D'après les fossiles, le panda rouge s'est éloigné de son ancêtre commun avec des ours il y a environ 40 millions d'années. », Avec cette divergence, en comparant la différence de séquence entre le Panda roux et le Raton laveur, on a calculé que le taux de mutation observé pour le Panda roux était de l'ordre de 109, ce qui est apparemment une sous-estimation par rapport au taux moyen chez les mammifères. Cette sous-estimation est probablement due aux multiples mutations récurrentes car la divergence entre le Panda roux et le Raton laveur est très profonde[réf. souhaitée].
Les recherches moléculaires-systématiques les plus récentes sur l'ADN placent le Panda roux dans sa propre famille indépendante, les Ailuridae. Les Ailuridae font à leur tour partie d'une trichotomie dans la grande super-famille des Musteloidea[réf. non conforme] qui comprend également les Procyonidae (ratons laveurs) et un groupe qui se subdivise en Mephitidae (mouffettes) et Mustelidae (belettes) ; mais ce n'est pas un ours (Ursidae).
Le Panda roux n'a pas de proches parents encore vivants, et leurs ancêtres fossiles les plus proches, Parailurus, ont vécu il y a entre 3 et 4 millions d'années. Il peut y avoir eu jusqu'à trois espèces différentes de Parailurus, toutes plus grandes et plus robustes (en) dans la tête et la mâchoire qu'Ailurus, vivant en Eurasie et pouvant traverser le détroit de Béring jusqu'en Amérique. Le Panda roux est peut-être la seule espèce survivante - une branche spécialisée qui survit à la dernière période glaciaire en se réfugiant dans les contreforts de l’Himalaya.

## Classification
En plus d'Ailurus, la famille des Ailuridae comprend sept genres éteints, dont la plupart sont affectés à trois sous-familles, Amphicinae, Simocyoninae, et Ailurinae,,,,.

- Famille Ailuridae (Gray, 1843)
  - Sous-famille †Amphictinae (Winge, 1895)
    - †Amphictis (Pomel, 1853)
      - †Amphictis borbonica (Viret, 1929)
      - †Amphictis ambigua (Gervais, 1872)
      - †Amphictis milloquensis (Helbing, 1928)
      - †Amphictis antiqua (de Blainville, 1842)
      - †Amphictis schlosseri (Heizmann and Morlo, 1994)
      - †Amphictis prolongata (Morlo, 1996)
      - †Amphictis wintershofensis (Roth, 1994)
      - †Amphictis cuspida (Nagel, 2003)
      - †Amphictis timucua (Baskin, 2017)[16]

  - Sous-famille †Simocyoninae (Dawkins, 1868)
    - †Actiocyon (Stock, 1947)
      - †Actiocyon parverratis (Smith et al., 2016)[17]
      - †Actiocyon leardi (Stock, 1947)

    - †Alopecocyon (Camp & Vanderhoof, 1940)
      - †Alopecocyon getti (Mein, 1958)
      - †Alopecocyon goeriachensis (Toula, 1884)

    - †Protursus (Crusafont & Kurtén, 1976)
      - †Protursus simpsoni (Crusafont & Kurtén, 1976)

    - †Simocyon (Wagner, 1858)
      - †Simocyon primigenius (Roth & Wagner, 1854)
      - †Simocyon diaphorus (Kaup, 1832)
      - †Simocyon batalleri (Viret, 1929)
      - †Simocyon hungaricus (Kadic & Kretzoi, 1927)
      - †Simocyon sp. (Wang et al., 1998)

  - Sous-famille Ailurinae (Gray, 1843)
    - †Magerictis (Ginsburg et al., 1997)
      - †Magerictis imperialis (Ginsburg et al., 1997)

    - †Pristinailurus (Wallace & Wang, 2004)
      - †Pristinailurus bristoli (Wallace & Wang, 2004)

    - †Parailurus (Schlosser, 1899)
      - †Parailurus sp. (Morlo & Kundrát, 2001) - Panda de Včeláre
      - †Parailurus hungaricus (Kormos, 1935)
      - †Parailurus anglicus (Dawkins, 1888)
      - †Parailurus baikalicus (Sotnikova, 2008)
      - †Parailurus sp. (Sasagawa et al., 2003) - Panda japonais
      - †Parailurus sp. (Tedford & Gustafson, 1977) - Panda américain

    - Ailurus (F. Cuvier, 1825)
      - Ailurus fulgens (F. Cuvier, 1825) - Petit panda, Panda roux

## Galerie

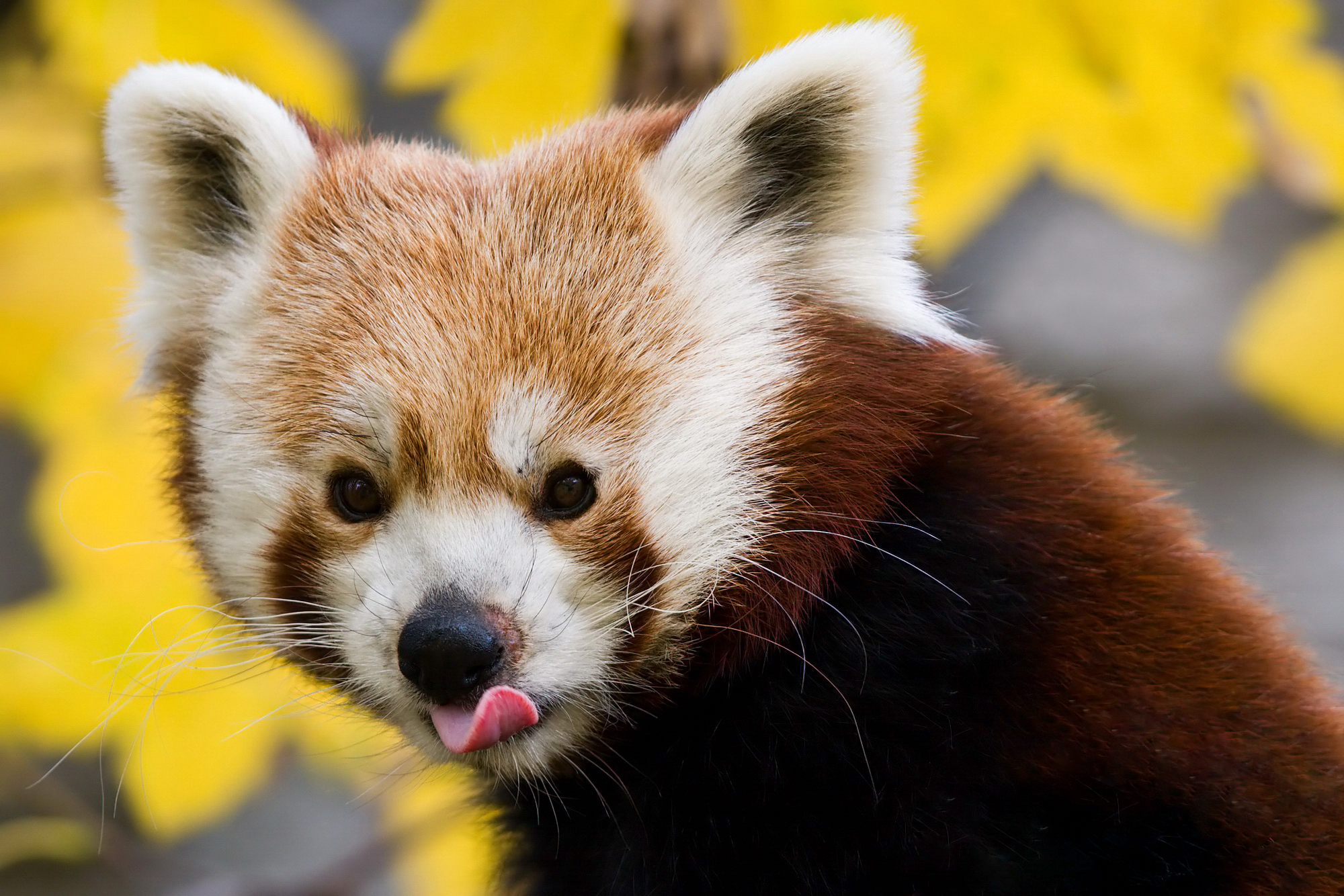
Panda roux, dernière espèce de sa famille
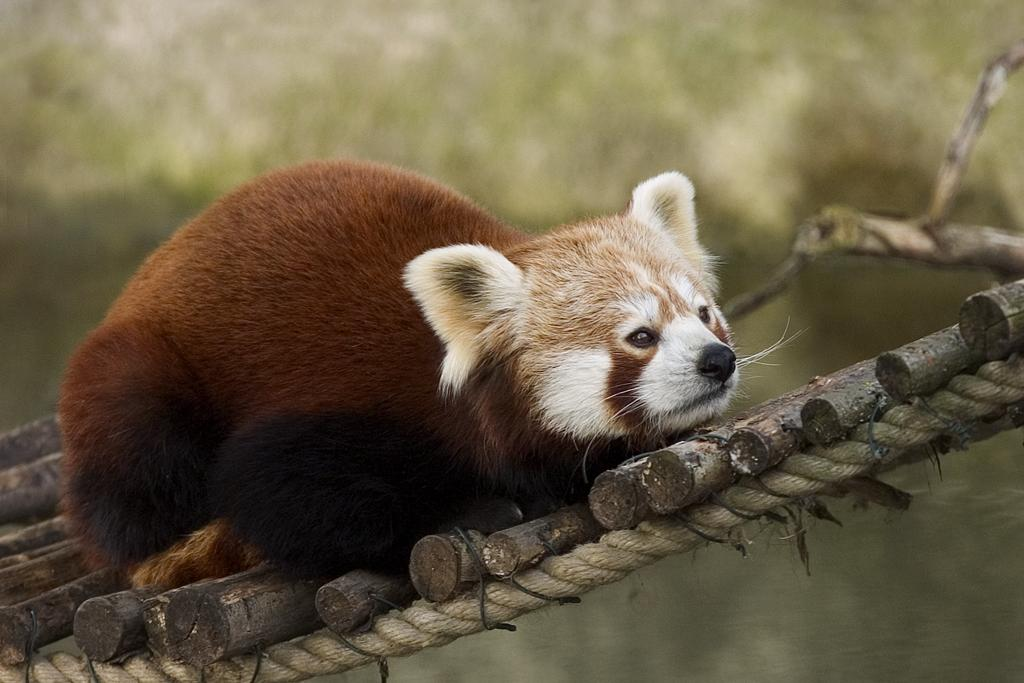
Panda roux en captivité
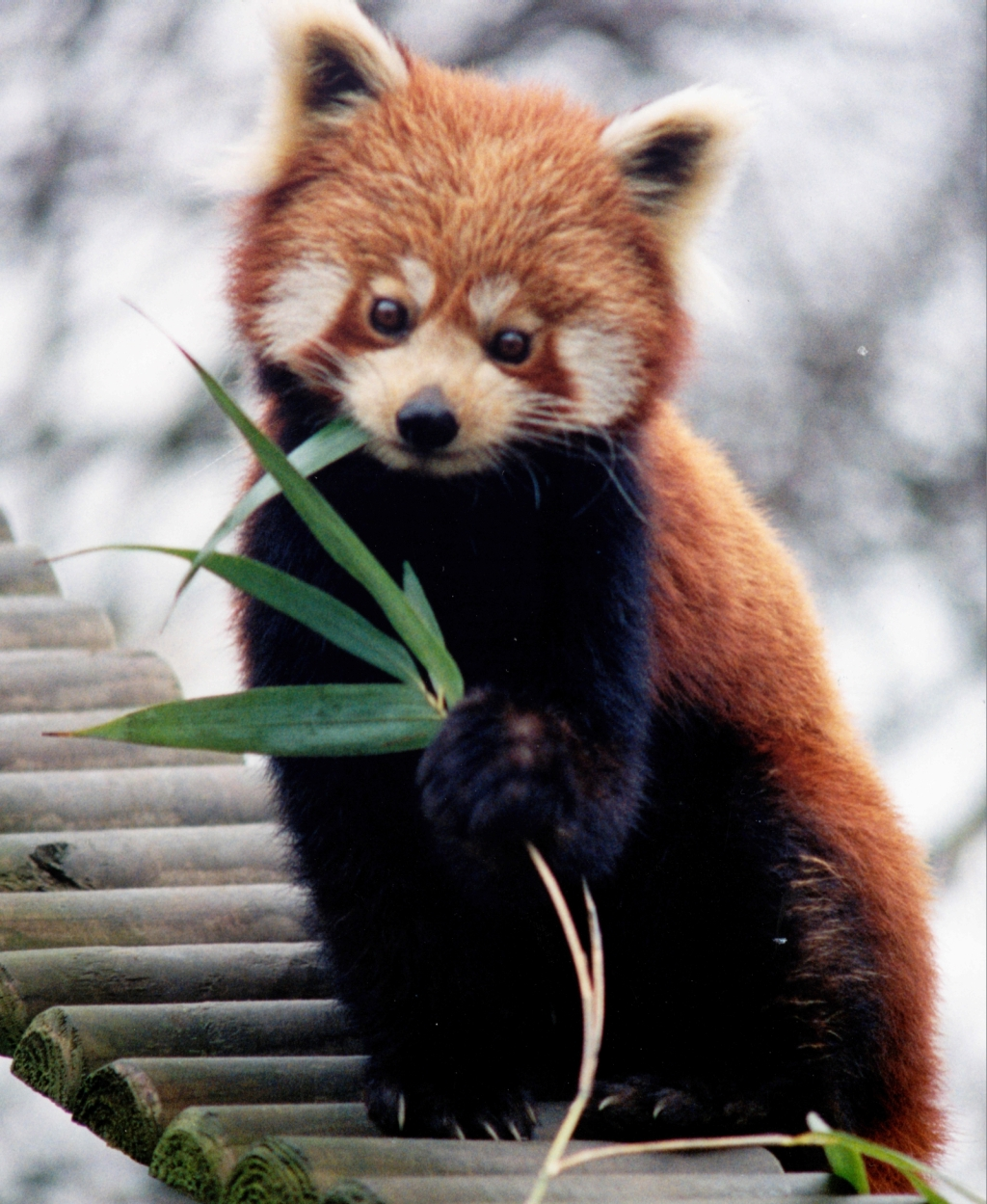
Panda roux s'alimentant
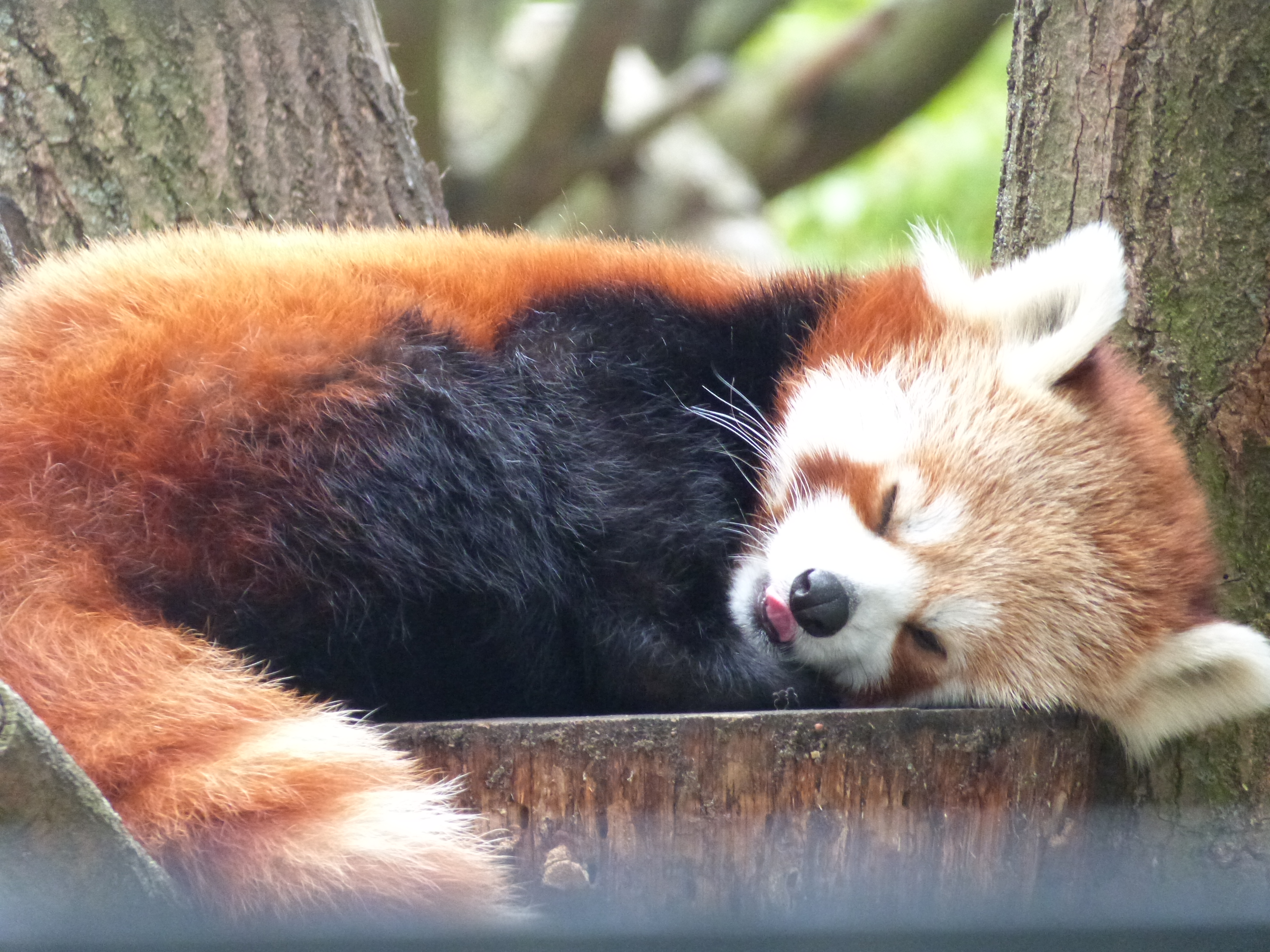
Panda roux dormant
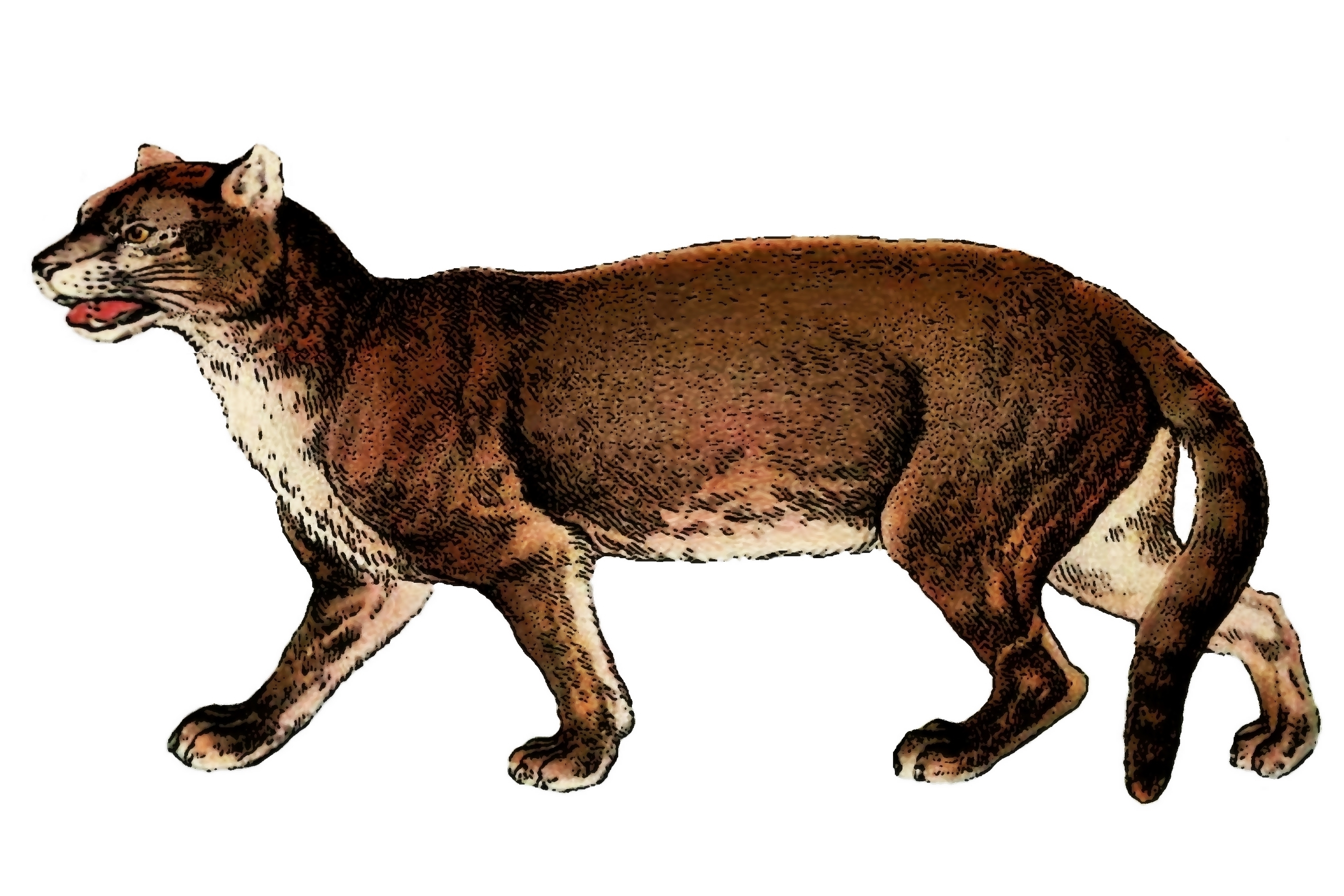
Reconstitution de Simocyon batalleri †